# Richard Spaight senior

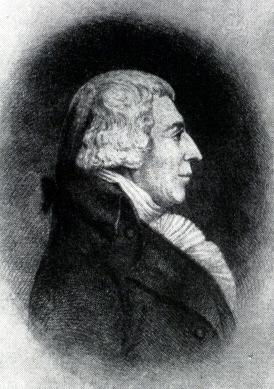
Richard Spaight

Richard Dobbs Spaight (* 25. März 1758 in New Bern, Province of North Carolina; † 6. September 1802 ebenda) war ein amerikanischer Politiker und der achte Gouverneur des Bundesstaates North Carolina.

## Frühe Jahre und politischer Aufstieg
Nach dem frühen Tod seiner Eltern wurde der junge Richard Spaight zur Ausbildung nach Europa geschickt. In Irland besuchte er die Grundschulen. Danach studierte er an der University of Glasgow in Schottland. Im Jahr 1778 kehrte er nach North Carolina zurück. Dort war zu dieser Zeit der Unabhängigkeitskrieg in vollem Gange. Spaight ergriff sofort Partei für die Amerikaner und kämpfte an der Seite von Gouverneur Richard Caswell in der Schlacht von Camden. In dieser Zeit begann auch seine politische Laufbahn. Zwischen 1779 und 1783 war er Abgeordneter im Repräsentantenhaus von North Carolina. Anschließend war er bis 1785 Delegierter zum Kontinentalkongress und anschließend für weitere zwei Jahre bis 1787 Mitglied des Staatsparlaments. 1787 war er Delegierter beim verfassungsgebenden Konvent der USA; 1788 gehörte er der Versammlung in North Carolina an, die diese Verfassung ratifizierte.

## Gouverneur von North Carolina
Nachdem er sich 1787 und 1788 bereits zweimal vergeblich um das Amt des Gouverneurs beworben hatte, zog er sich zunächst aus der Politik zurück, was auch mit seiner angeschlagenen Gesundheit zusammenhing. Im Jahr 1792 kehrte er auf die politische Bühne zurück und wurde vom Abgeordnetenhaus als Nachfolger von Alexander Martin zum achten Gouverneur von North Carolina gewählt. Seine Amtszeit, einschließlich zweier Wiederwahlen, begann am 14. Dezember 1792 und endete am 19. November 1795. Während seiner Amtszeit wurde das Gebiet der künftigen Hauptstadt Raleigh und der Standort der neuen University of North Carolina (Chapel Hill) festgelegt. Spaight war auch Leiter des Kuratoriums dieser Universität. Nachdem er drei jeweils einjährige Amtszeiten absolviert hatte, musste er verfassungsgemäß auf eine erneute direkte Kandidatur verzichten.

## Weiterer Lebensweg
Nach dem Ende seiner Amtszeit wurde Spaight für die Demokratisch-Republikanische Partei in das Repräsentantenhaus der Vereinigten Staaten gewählt. Dieses Mandat hatte er zwischen Dezember 1798 und März 1801 inne. Sein letztes öffentliches Amt übte er von 1801 bis 1802 als Mitglied des Senats von North Carolina aus. Richard Spaight wurde in einem Duell mit seinem politischen Rivalen John Stanly tödlich verletzt. Stanly wurde wegen des Vorfalls verhaftet und verurteilt, aber vom späteren Gouverneur Benjamin Williams begnadigt.
Richard Spaight war mit Mary Leach verheiratet. Das Paar hatte drei Kinder, darunter Richard Spaight Jr., der 1835 ebenfalls Gouverneur von North Carolina wurde.